# Apostolicae sedis moderationi
Apostolicae sedis moderationi (lateinisch) ist eine päpstliche Bulle über das Kirchenrecht. Sie wurde von Papst Pius IX. am 12. Oktober 1869 veröffentlicht und enthält eine Reihe modifizierter Gesetze, Verweise und Einschränkungen aus dem bis dahin gültigen Kirchenrecht.

## Neuordnung des Kirchenrechtes
Das Kirchenrecht, welches seit dem Konzil von Trient (1545–1563) bestand, musste aus der Sicht des Papstes nach fast 300 Jahren Bestand überarbeitet werden. „Apostolicae sedis moderationi“ gilt als Grundlage für das 1917 verabschiedete Kirchenrecht, welches wiederum der Vorgänger des „Codex Iuris Canonici“ von 1983 ist. In seinem Schreiben führt Pius IX. aus, dass es im Sinne der Sicherheit und Disziplin der Kirche sei, dass eine Korrektur verordnet und verbreitet werden müsse. Schließlich hätten Zweifel, Sorgen und Skrupel dazu geführt, dass die Anwendung der Verweise zu Beunruhigungen geführt hätten. Es sei deshalb sein Wunsch, eine gründliche Revision zu erarbeiten, welche dazu führen würde, alle Zweifel und ablehnende Überlegungen zu beenden. In enger Zusammenarbeit und nach langen Überlegungen mit den Kardinälen der Inquisition und der Glaubensfragen verordne er nun diese neue Verfassung, welche zukünftig die Autorität des alten Kanon aufhebe und durch diese Neufassung ersetzt werden solle.
Die Bulle klärt das Verfahren, wie nach dem kirchlichen Recht bei Verstößen vorzugehen sei, und beschreibt einige neue Vorgehensweisen. Es werden Verwaltungsvorschriften beschrieben. Die Bulle beinhaltet auch Aussagen zur Problematik über die Freimaurerei. Anlass dieser Neuregelungen war die Vielzahl von Strafandrohungen und der unübersichtliche Strafkatalog, welcher sich in den Jahrhunderten angesammelt hatte und zu unterschiedlichen Auslegungen und Anwendungen geführt hatte. Infolgedessen wurden einige Tatbestände und ihr Strafmaß bestätigt oder aufgehoben und andere wurden modifiziert oder grundsätzlich erneuert. Einige Maßnahmen wurden in die Hände der Bischöfe gelegt, wodurch sie sich mehr dem Kirchenrecht verbunden fühlten.
Eine erweiternde und verschärfende Auslegung des siebten Kapitels der Bulle stellte das Motuproprio Quantavis Diligentia vom 9. Oktober 1911 dar.